# Inga schinifolia
Inga schinifolia är en ärtväxtart som beskrevs av George Bentham. Inga schinifolia ingår i släktet Inga och familjen ärtväxter. Inga underarter finns listade i Catalogue of Life.